# Chilesaurus
Chilesaurus – rodzaj wymarłego dinozaura, teropoda z grupy tetanurów.
Skamieniałości nieznanego zwierzęcia znaleziono na południu Chile w okolicy jeziora General Carrera, w Central Patagonian Cordillera, w Aysén, na szerokości geograficznej 46 °S. Znajdują się tam skały powstałe w epoce jury późnej, w tytonie, budujące formację Toqui. Novas i inni cenią to miejsce za świetnie zachowane pozostałości archozaurów. Poza szczątkami Crodyliformes i zauropodów z grupy diplodoków i Titanosauria znaleziono tam również skamieniałości kilku osobników teropodów na różnych etapach ontogenezy. Jeden ze szkieletów, mierzący 1,6 m długości, z zachowanymi połączeniami stawowymi, pozostający pod opieką Servicio Nacional de Geología y Minería (Państwowej Służby Geologicznej i Górniczej) i skatalogowany jako (SNGM)-1935, obrano za holotyp nowego rodzaju dinozaura.
Rodzajowi nadano nazwę Chilesaurus. Nazwa rodzajowa odnosi się do Chile, gdzie znaleziono szczątki. Do rodzaju zaliczono gatunek Chilesaurus diegosuarezi. Epitet gatunkowy upamiętnia Diega Suáreza, który, jak podają kreatorzy rodzaju, w wieku siedmiu lat znalazł pierwsze skamieniałe kości formacji Toqui.
Znalezione szkielety mają od 1,2 do 3,2 m długości. Rodzaj charakteryzował się następującymi autapomorfiami: krótką a głęboką kością przedszczękową z dużym płaskim wyrostkiem postnarialnym, liściokształtnymi zębami z ząbkowaniem jedynie u szczytu korony, prawie czworokątną kością kruczą, krótkim palcem drugim i atroficznym trzecim, wyniosłością tylno-grzbietową na talerzu kości biodrowej, nieobecnością grzebienia nadpanewkowego, dobrze rozwiniętą szypułką kulszową (ischiadic peduncle), kością łonową w pełnej retrowersji i o prętowatym trzonie, nieposzerzonym dystalnie, w końcu zaś brakiem grzebieni przyśrodkowo-dystalnego na kości udowej bądź strzałkowego na kości piszczelowej. Badacze opisują ponadto niewielką głowę zwierzęcia zaopatrzoną w rogowy dziób (ramphotheca), na obecność którego wskazuje nierówny brzeg kości przedszczękowej. Generalnie Novas i inni (2015) określają anatomię zwierzęcia jako dziwaczną.
Chcąc umiejscowić nowy rodzaj na drzewie rodowym archozaurów, badacze przeprowadzili analizę filogenetyczną, wykorzystując cztery różne zbiory danych. Wyniki dosyć zgodnie przemawiają za zaliczeniem zwierzęcia do teropodów, czyli dinozaurów drapieżnych, definiowanych jako klad typu stem obejmujący wszystkie taksony bliższe Neornithes, grupie ptaków nowoczesnych, niż cetiozaurowi. W obrębie dinozaurów drapieżnych Chilesaurus zaliczono do tetanurów, kladu obejmującego wszystkie Neotheropoda bliższe Neornithes niż ceratozaurowi, jako taksonu bazalnego, pomimo obecnych zaawansowanych ewolucyjnie cech zębów i kości zębowej, przypominających obecne u terizinozaurów czy zauropodomorfów. Cechy te Novas i współpracownicy interpretują jako homoplazje związane z przystosowaniem do roślinożerności. Badacze spekulują, że innym takim przystosowaniem powinny być wydłużone jelita. Odkrycie to zmienia poglądy na zwyczaje pokarmowe teropodów. Znane jako dominujące drapieżniki ery mezozoicznej, wykształciły także wśród taksonów bazalnych wiele linii roślinożernych.